# Salem Al-Hajri
Salem Ali Al-Hajri (en árabe: سالم الهاجري‎; Catar, 10 de abril de 1996), conocido simplemente como Salem, es un futbolista catarí que juega en la demarcación de centrocampista para el Al-Sadd Sports Club de la Liga de fútbol de Catar.

## Selección nacional
Tras jugar con la selección de fútbol sub-19 de Catar, la sub-20 y la sub-23, finalmente hizo su debut con la selección absoluta el 17 de enero de 2017 en un encuentro amistoso contra Moldavia que finalizó con un resultado de empate a uno tras los goles de Sebastián Soria para Catar, y de Andrei Cojocari para Moldavia. Llegó a disputar la Copa Asiática 2019.

#### Participaciones en Copas del Mundo
| Mundial           | Sede  | Resultado      | Partidos | Goles |
| ----------------- | ----- | -------------- | -------- | ----- |
| Copa Mundial 2022 | Catar | Fase de grupos | 0        | 0     |

## Clubes
| Club          | País  | Año         | Partidos | Goles |
| ------------- | ----- | ----------- | -------- | ----- |
| Al-Sadd S. C. | Catar | 2016 - Act. | 70       | 1     |

## Palmarés

### Campeonatos nacionales
| Título                  | Club          | País  | Año  |
| ----------------------- | ------------- | ----- | ---- |
| Liga de fútbol de Catar | Al-Sadd S. C. | Catar | 2019 |

### Campeonatos internacionales
| Título        | Club             | País  | Año  |
| ------------- | ---------------- | ----- | ---- |
| Copa Asiática | Selección catarí | Catar | 2019 |